# Issy-l'Évêque
Issy-l'Évêque és un municipi francès, situat al departament de Saona i Loira i a la regió de Borgonya - Franc Comtat. L'any 2007 tenia 865 habitants.

## Demografia

### Població
El 2007 la població de fet d'Issy-l'Évêque era de 865 persones. Hi havia 348 famílies, de les quals 96 eren unipersonals (44 homes vivint sols i 52 dones vivint soles), 144 parelles sense fills, 92 parelles amb fills i 16 famílies monoparentals amb fills.
La població ha evolucionat segons el següent gràfic:
Habitants censats

### Habitatges
El 2007 hi havia 500 habitatges, 364 eren l'habitatge principal de la família, 80 eren segones residències i 56 estaven desocupats. 469 eren cases i 31 eren apartaments. Dels 364 habitatges principals, 253 estaven ocupats pels seus propietaris, 97 estaven llogats i ocupats pels llogaters i 14 estaven cedits a títol gratuït; 1 tenia una cambra, 22 en tenien dues, 66 en tenien tres, 123 en tenien quatre i 152 en tenien cinc o més. 291 habitatges disposaven pel capbaix d'una plaça de pàrquing. A 178 habitatges hi havia un automòbil i a 144 n'hi havia dos o més.

### Piràmide de població
La piràmide de població per edats i sexe el 2009 era:
| Homes | Edats   | Dones |
| ----- | ------- | ----- |
| 4     | 95 o +  | 0     |
| 8     | 90 a 94 | 12    |
| 4     | 85 a 89 | 20    |
| 4     | 80 a 84 | 8     |
| 48    | 75 a 79 | 32    |
| 20    | 70 a 74 | 44    |
| 24    | 65 a 69 | 48    |
| 36    | 60 a 64 | 16    |
| 28    | 55 a 59 | 40    |
| 16    | 50 a 54 | 28    |
| 36    | 45 a 49 | 20    |
| 20    | 40 a 44 | 20    |
| 36    | 35 a 39 | 32    |
| 40    | 30 a 34 | 24    |
| 28    | 25 a 29 | 24    |
| 28    | 20 a 24 | 12    |
| 12    | 15 a 19 | 16    |
| 20    | 10 a 14 | 20    |
| 20    | 5 a 9   | 24    |
| 16    | 0 a 4   | 16    |

## Economia
El 2007 la població en edat de treballar era de 463 persones, 321 eren actives i 142 eren inactives. De les 321 persones actives 302 estaven ocupades (175 homes i 127 dones) i 19 estaven aturades (8 homes i 11 dones). De les 142 persones inactives 63 estaven jubilades, 29 estaven estudiant i 50 estaven classificades com a «altres inactius».

### Ingressos
El 2009 a Issy-l'Évêque hi havia 348 unitats fiscals que integraven 781 persones, la mediana anual d'ingressos fiscals per persona era de 14.341 €.

### Activitats econòmiques
Dels 42 establiments que hi havia el 2007, 1 era d'una empresa extractiva, 2 d'empreses alimentàries, 1 d'una empresa de fabricació de material elèctric, 1 d'una empresa de fabricació d'altres productes industrials, 5 d'empreses de construcció, 11 d'empreses de comerç i reparació d'automòbils, 3 d'empreses de transport, 2 d'empreses d'hostatgeria i restauració, 3 d'empreses financeres, 1 d'una empresa immobiliària, 8 d'empreses de serveis, 2 d'entitats de l'administració pública i 2 d'empreses classificades com a «altres activitats de serveis».
Dels 16 establiments de servei als particulars que hi havia el 2009, 1 era una gendarmeria, 1 oficina de correu, 3 oficines bancàries, 3 tallers de reparació d'automòbils i de material agrícola, 1 paleta, 1 guixaire pintor, 2 lampisteries, 1 electricista, 2 perruqueries i 1 restaurant.
Dels 5 establiments comercials que hi havia el 2009, 2 eren botiges de menys de 120 m², 1 una botiga de menys de 120 m², 1 una fleca i 1 una sabateria.
L'any 2000 a Issy-l'Évêque hi havia 68 explotacions agrícoles que ocupaven un total de 6.962 hectàrees.

## Equipaments sanitaris i escolars
L'únic equipament sanitari que hi havia el 2009 era una farmàcia.
El 2009 hi havia una escola elemental.

## Poblacions més properes
El següent diagrama mostra les poblacions més properes.